# NGC 796
NGC 796 је расејано звездано јато у сазвежђу Хидрус које се налази на NGC листи објеката дубоког неба.
Деклинација објекта је - 74° 13' 12" а ректасцензија 1h 56m 43,8s. Привидна величина (магнитуда) објекта NGC 796 износи 13,2. NGC 796 је још познат и под ознакама ESO 30-SC6.